# Німецька Мокра
Німе́цька Мо́кра (1946—2016 — Комсомольськ) — село в Україні, в Усть-Чорнянській селищній громаді Тячівського району Закарпатської області.
Сусідні села: Руська Мокра та Колочава. На території села проживають 550 жителів та нараховується 179 домогосподарств.

## Географія
У селі струмок Сигланський впадає у річку Мокрянку.

## Історія
Німецька Мокра (Deutsch-Mokra) — це австрійська частина поселення Мокра, що засноване австрійськими поселенцями у XVIII столітті. Село вперше згадується в статуті в 1638 році як селищне село родини Довгаї.
За наказом імператриці Марії-Терезії у 1775 році, із Австрії в село направлено 200 людей (за однією з версій — для ведення лісового господарства, за іншою — на заслання), які утворили поселення у горішній частині долини, яке отримало назву Німецька Мокра. Перші поселенці вирубували ліс і сплавляли його річкою до Угорщини. Поступово село почало розростатися донизу й догори течією річки Мокрянки.
Унікальність села в тому, що обживаючи його, німці будували будинки з дерева, а євреї мурували свої домівки. Деякі з них збереглися й до наших днів.
1922 рік — будівництво вузькоколійної залізниці, яка простягнулася за межі села Німецька Мокра на 18 км у напрямку Колочави. Це зроблено для того, аби возити ліс аж до Тересви.

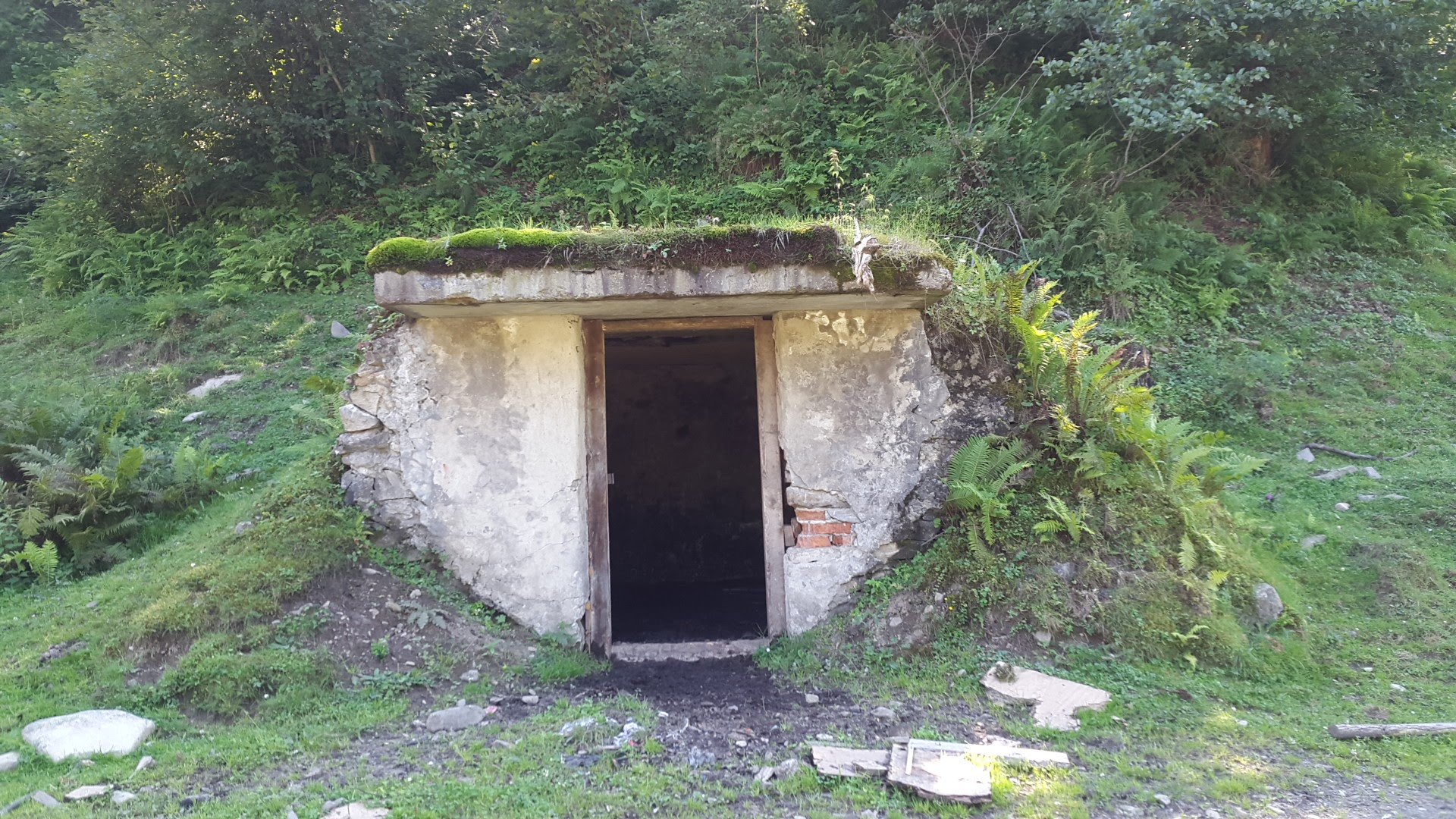
Закинутий бункер на території села

У жовтні 1944 року село звільнено від німецько-угорських загарбників іншими загарбниками.
Історія місцевих німців закінчилася з приходом радянської влади та солдатів.
У 1944 році німців депортували до Німеччини, однак у 1945 радянська влада у Німеччині повернула людей до місць попереднього проживання, а вже наступного року почалася їхня депортація до Сибіру.
У 1946 році радянська влада прислала групу комсомольців для розбудови села. І тоді на їх честь село Німецька Мокра було перейменоване у Комсомольськ. У 1960-х роках ті люди, що вціліли після депортації, повернулися до рідних домівок. Проте вже у 1980-х роках стався масовий виїзд німців до Австрії та Німеччини. Їхні хати порожнем стояли недовго: там заселилися мешканці сусіднього села Колочава, Міжгірського району.

## Населення
Згідно з переписом УРСР 1989 року чисельність наявного населення села становила 515 осіб, з яких 244 чоловіки та 271 жінка.
За переписом населення України 2001 року в селі мешкало 539 осіб.

### Мова
Розподіл населення за рідною мовою за даними перепису 2001 року:
| Мова       | Кількість | Відсоток |
| ---------- | --------- | -------- |
| українська | 538       | 99.62%   |
| німецька   | 1         | 0.19%    |
| російська  | 1         | 0.19%    |
| Усього     | 540       | 100%     |

## Освіта
Діти села відвідували школу в Руській Мокрій, де було всього 4 класи. Пізніше побудували школу на 4 класи, ще 3 класи були в одному з місцевих будинків. Такою є історія заснування семирічної школи в Німецькій Мокрій. Опісля 1968 року школа стає восьмирічною.

## Релігія та церкви

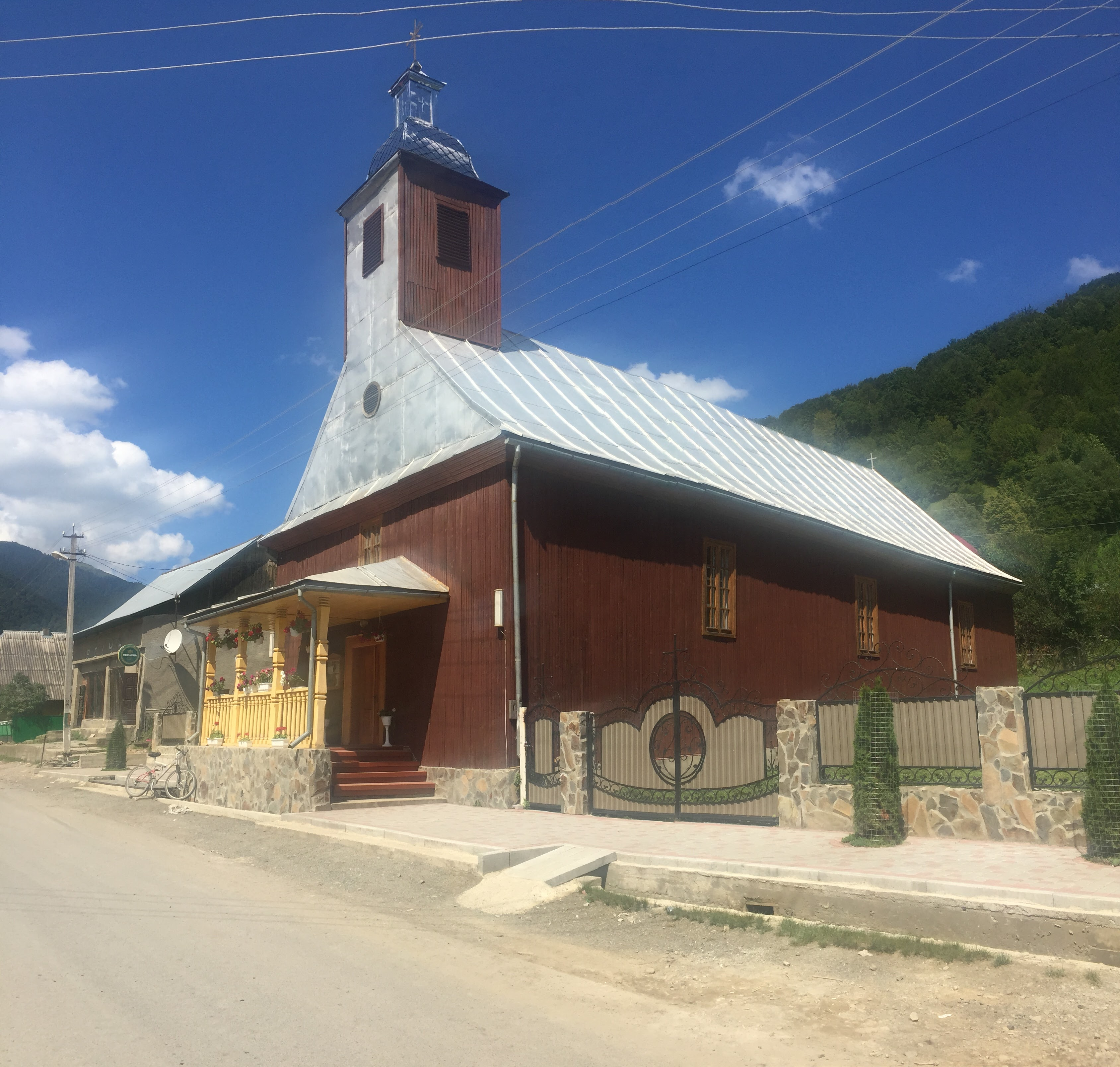
Церква св. Йоана Непомуцького в с. Німецька Мокра

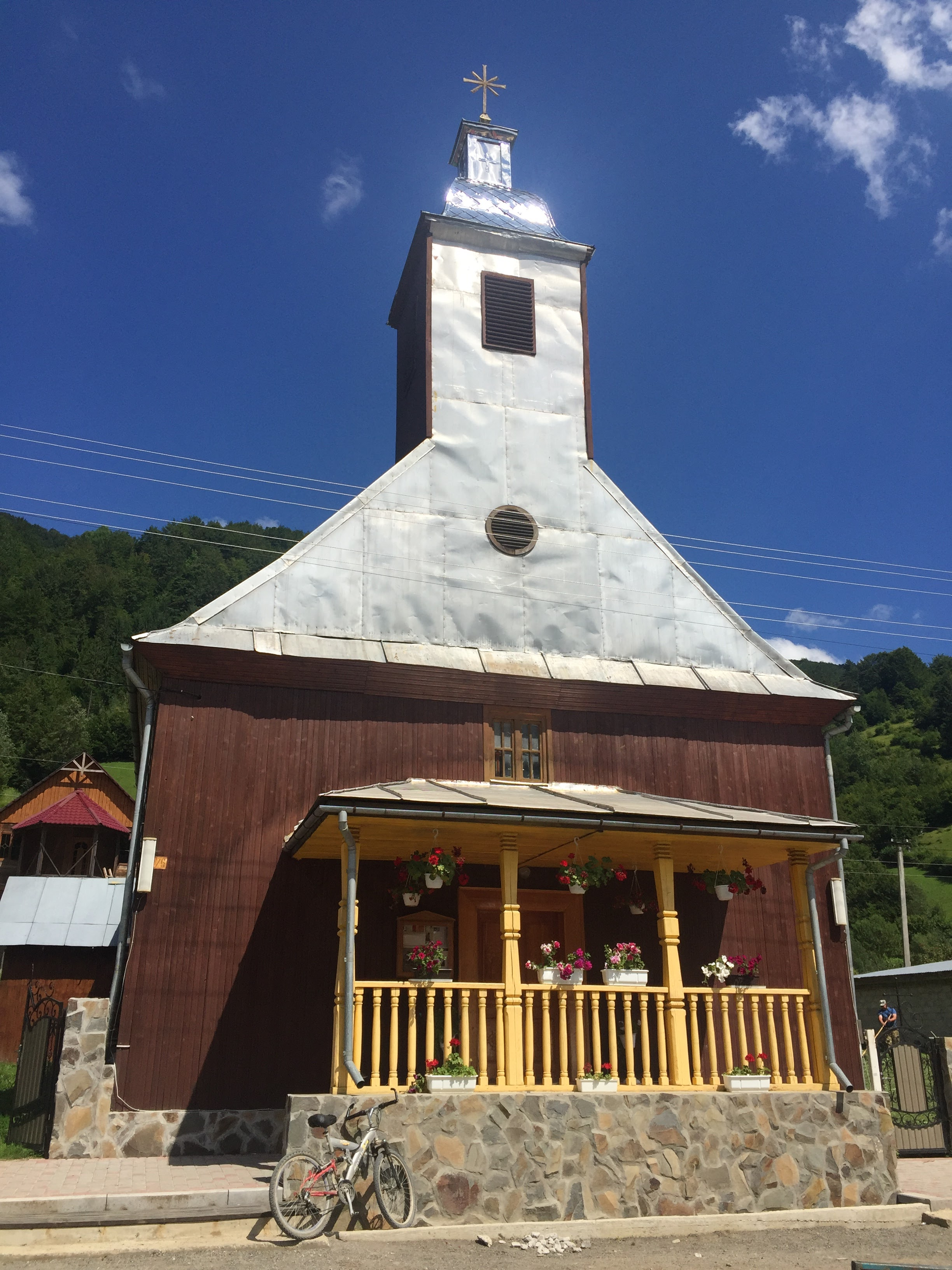
Церква св. Івана Непомуцького. Вид на головний вхід

### храм св. Іоана Непомуцького (кінець 1770-х.)
1780 рік — побудовано дерев'яну церкву святого Яна Непомуцького. Богослужіння велося німецькою мовою. Вежу церкви увінчували три дзвони, найбільший з яких у 1917 році забрали. Громада села купила новий великий дзвін, для якого у 1924 році добудували окрему дерев'яну дзвіницю на території церкви. Споруда церкви вціліла, незважаючи на воєнні дії, і навіть певний час діяла. У 1986 році дерев'яну дзвіницю розібрано, а в 1989 році почався ремонт оздоблення церкви, реставрація.
Церква перейшла до греко-католицької громади, бо майже всі німці залишили село. У 1997 році з Австрії привезли і встановили нову дерев'яну дзвіницю. На початку 1900 року побудовано греко-католицьку церкву, яка в 1972 році згоріла через пожежу. Німецька Мокра була заснована колоністами з Верхньої Австрії в 1775 р. Важко точно встановити рік спорудження церкви, але можна припустити, що в 1778 р. церкви ще не було, бо граф Фестетич згадав би її у своєму повідомленні, та й перший парох Франц Єґер проживав тоді в Дубовому.
На 1780 р. церква вже була і мала філії в Руській Мокрій, Усть-Чорній, Брустурах та Дубовому. На вежі були три дзвони, але найбільший забрали в 1917 р. для переплавки на зброю. Після війни громада купила новий великий дзвін, для якого в 1924 р. збудували окрему дерев’яну дзвіницю.
З приходом радянської влади закінчилася історія місцевих німців. У 1944 р. їх евакуювали до Німеччини, а в 1945 р. радянські окупаційні органи в Німеччині реевакуювали людей до місць попереднього проживання, а наступного року почалася депортація в Сибір. У 1960-х роках ті, що вижили, повернулися в рідні села, а в 1980-х почався масовий виїзд німців до Австрії та Німеччини на землі своїх предків.
Церква дивним чином вціліла (у багатьох селах німецькі храми зруйнували) і навіть певний час діяла, але згодом була закрита. У 1986 р. було розібрано дерев’яну дзвіницю, що стояла біля церкви. У 1989 р. розпочався ремонт інтер’єру церкви, реставрація атрибутів, дахи вкрили блискучою бляхою.
Оскільки німців майже не залишилося, церква перейшла до греко-католицької громади. Церква й надалі зберігає присвяту св. Іоану Непомуцькому, а храмове свято в селі тримають на св. Юрія Великомученика. У 1997 р. зусиллями учнів училища у Верхній Австрії в село було привезено і встановлено нову дерев’яну дзвіницю.
Церква є єдиною збереженою дерев’яною церквою німців Закарпаття.

### храм св. пр. Іллі (1994 рік)

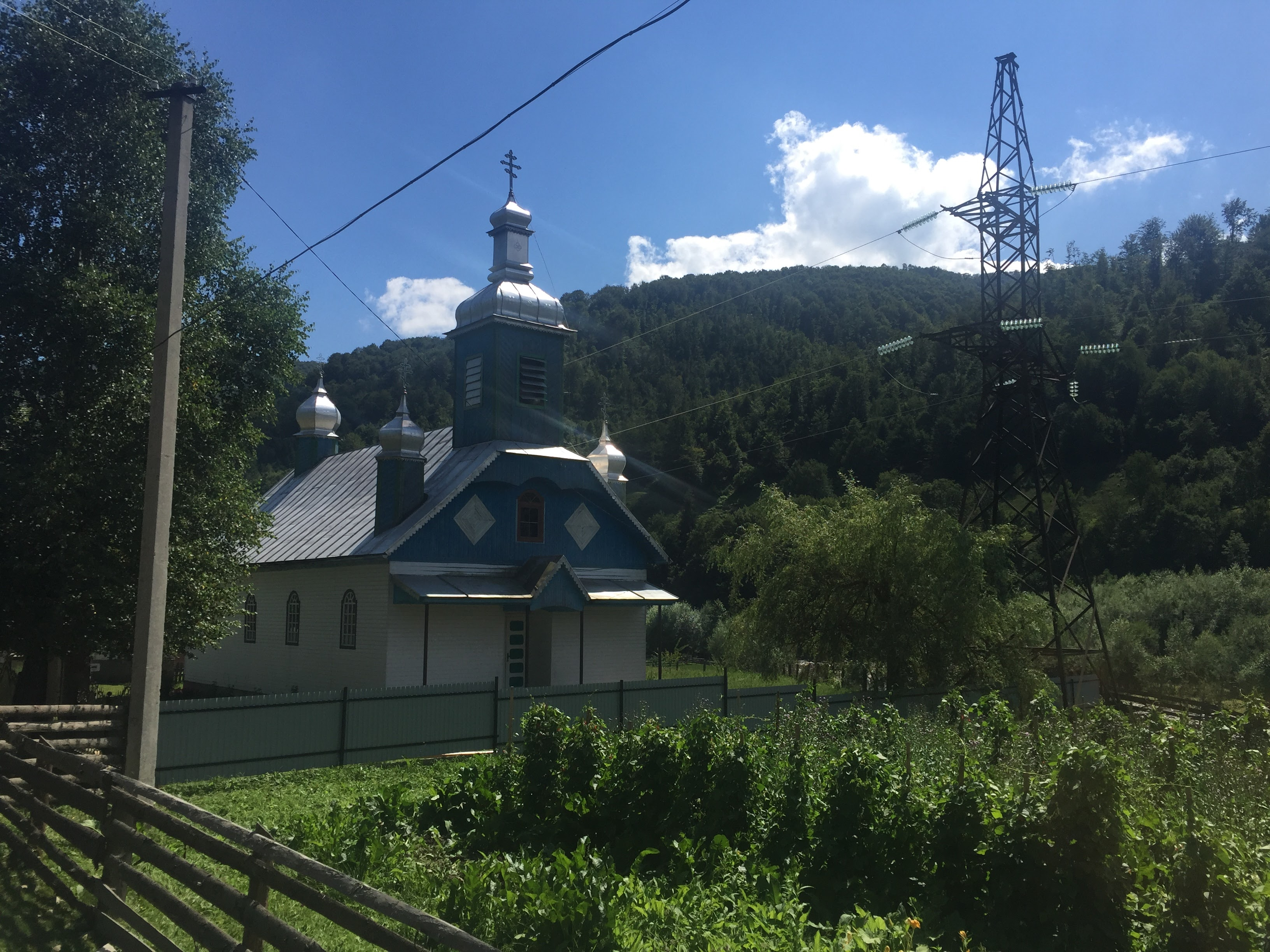
Православна церква. Вид на головний вхід

Спорудження першої в селі православної церкви організував і здійснив Михайло Менджул. Земельну ділянку в нижньому кінці села виділили під час роздачі колгоспних земель. Почали будівництво дерев’яної зрубної церкви в 1993 р., заливши восени фундамент.
До будівництва взялися 8 березня 1994 p., a на свято Іллі того ж року вже відбулася перша служба.
Іконостас із царськими дверима вирізьбив уже згаданий Михайло Менджул, а ікони намалював Василь Барна.

### Інші релігійні споруди
В 1973 році збудовано православний молитовний будинок, який у 1975 році добудували й освятили у православну Свято-Вознесенську церкву. В 2010 році побудовано православний монастир в урочищі «Сеглянський».

## Сучасність
Щороку село Німецька Мокра навідують його нащадки з Австрії та Німеччини. 
У 2016 році, унаслідок декомунізації в Україні, селу було повернуто його історичну назву — Німецька Мокра.

## Туристичні місця
- На північ від села розташовані природоохоронні території: «Брадульський заказник» і заказник «Странзул, Задня, Кедрин», а також «Джерело б/н».
- православний монастир в урочищі «Сеглянський»
- храм св. Іоана Непомуцького (кінець 1770-х.)
- храм св. пр. Іллі (1994 рік)
- залишки вузькоколійної залізниці, яка простягнулася за межі села Німецька Мокра на 18 км у напрямку Колочави
- залишки лінії Арпада

## Світлини

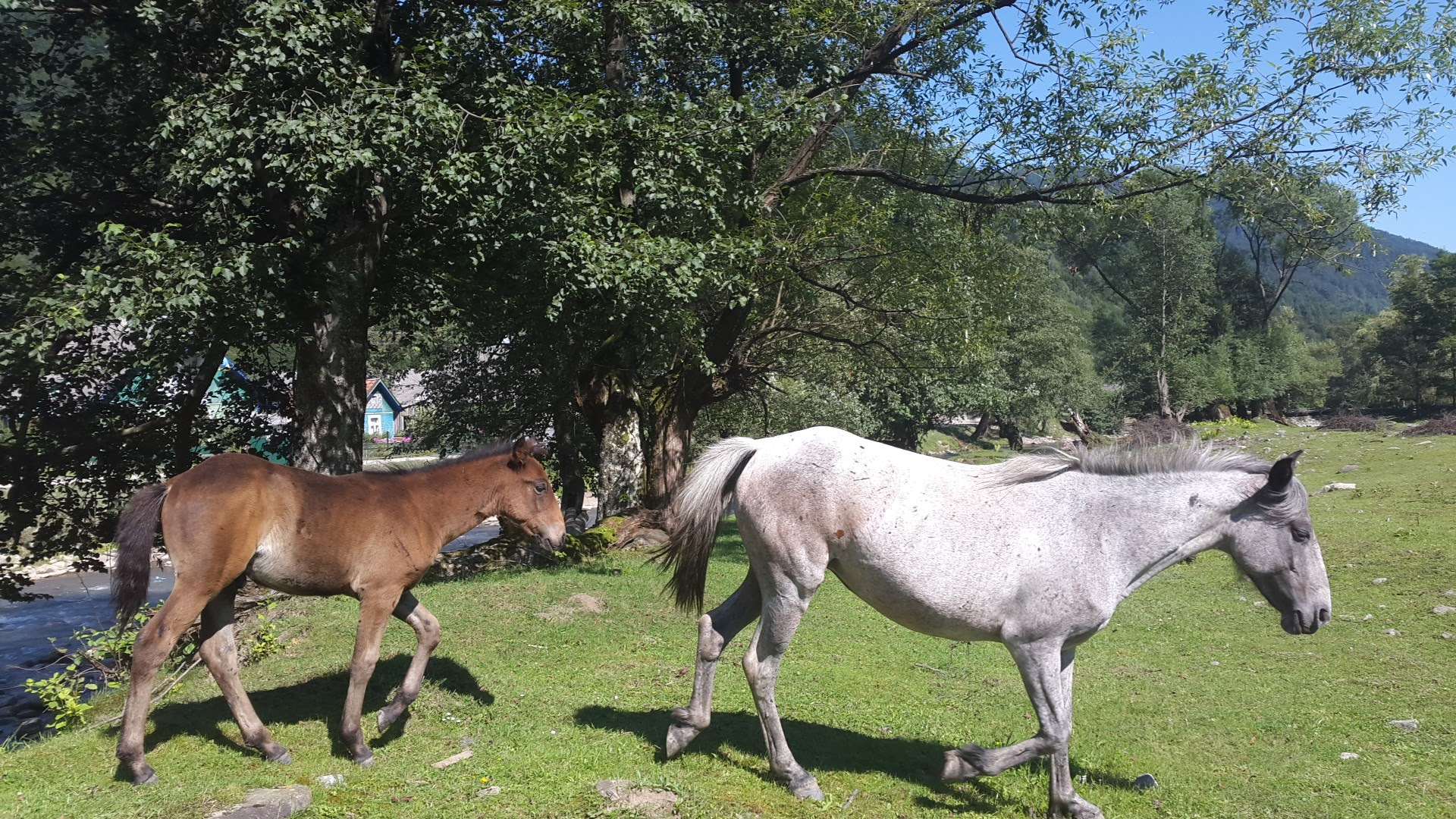
Коні пасуться на зелених пасовищах села
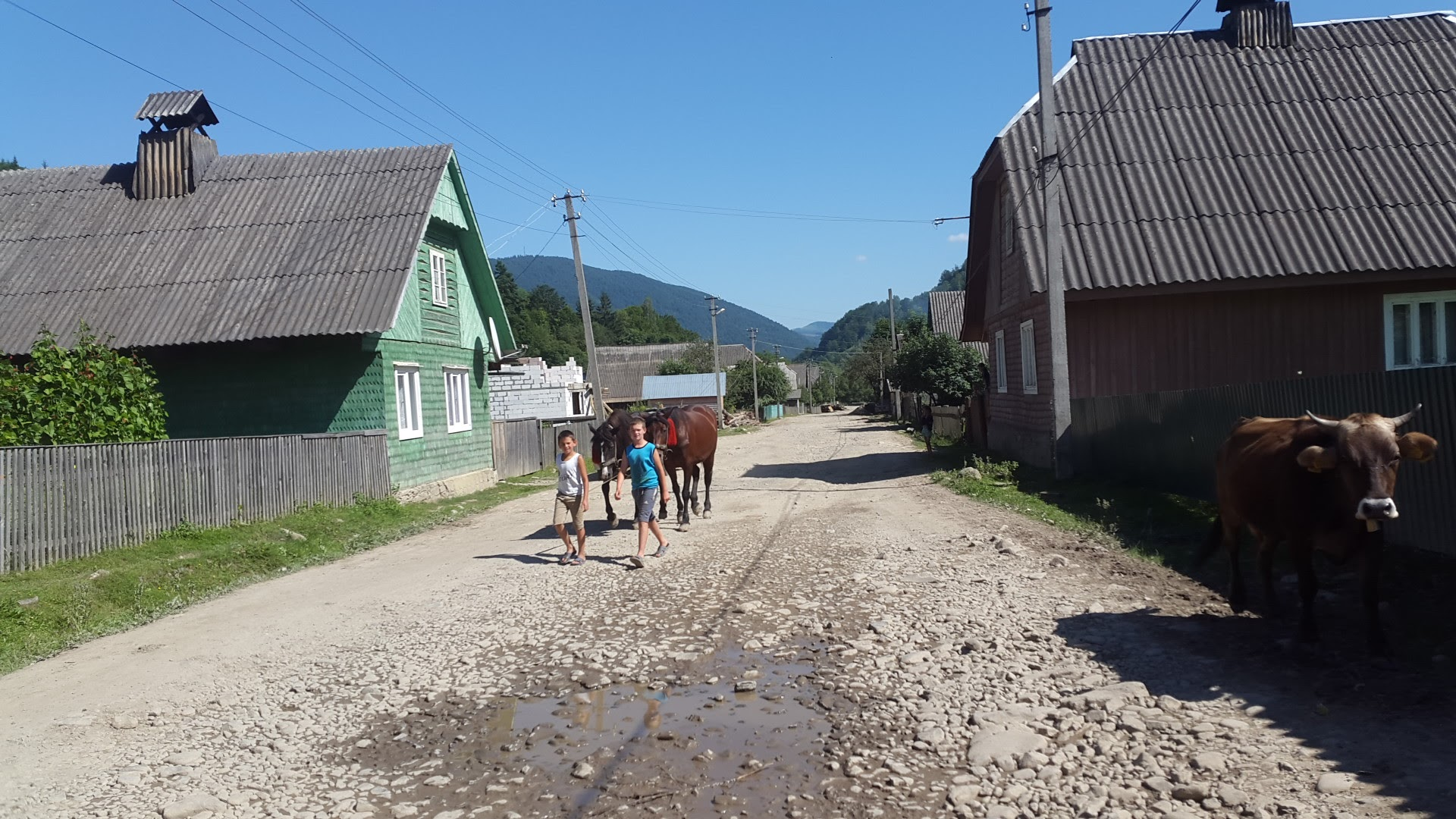
Посеред вулиці в с. Німецька Мокра. Місцевий вид транспорту
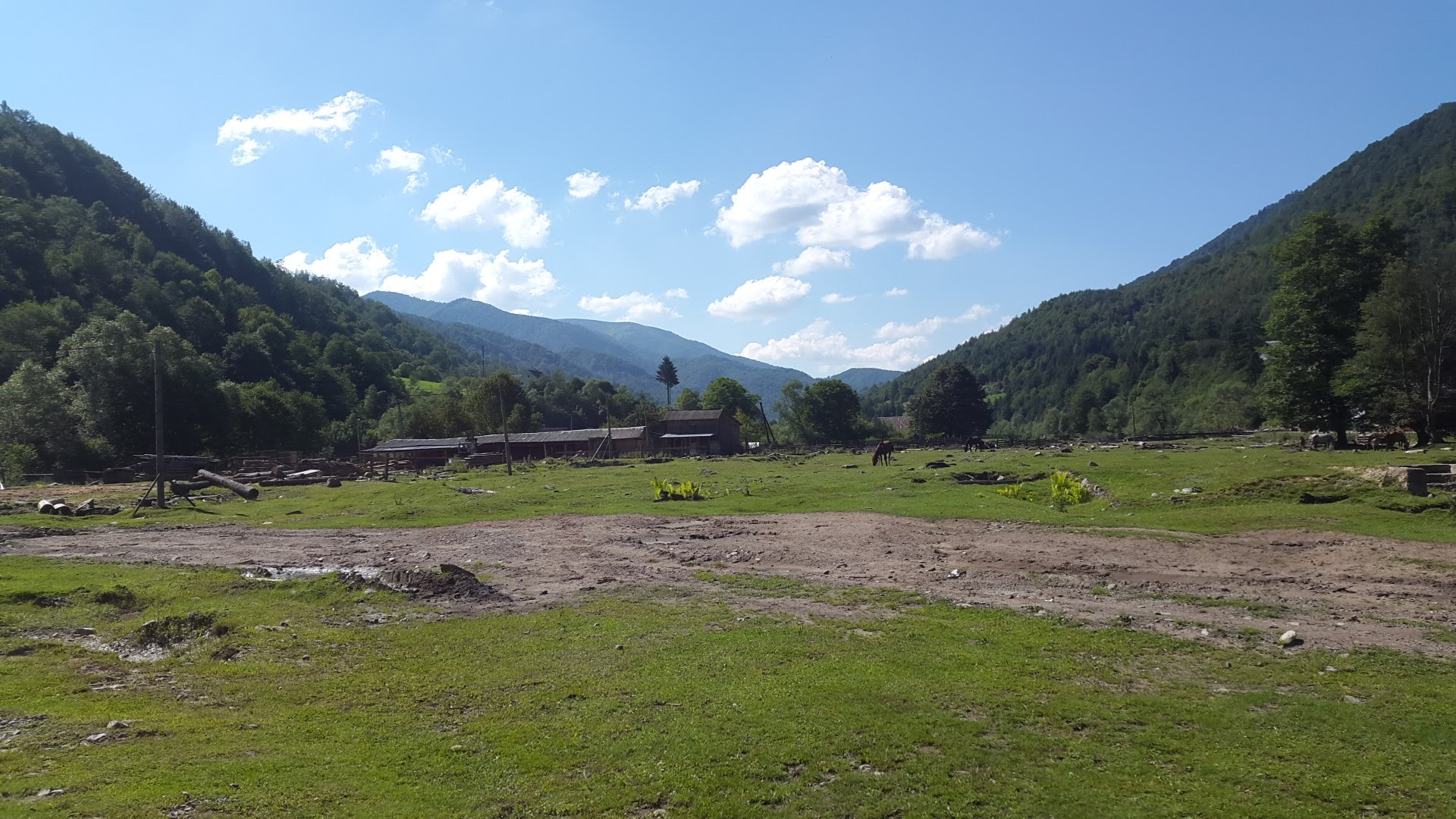
Місце, де випасають коней
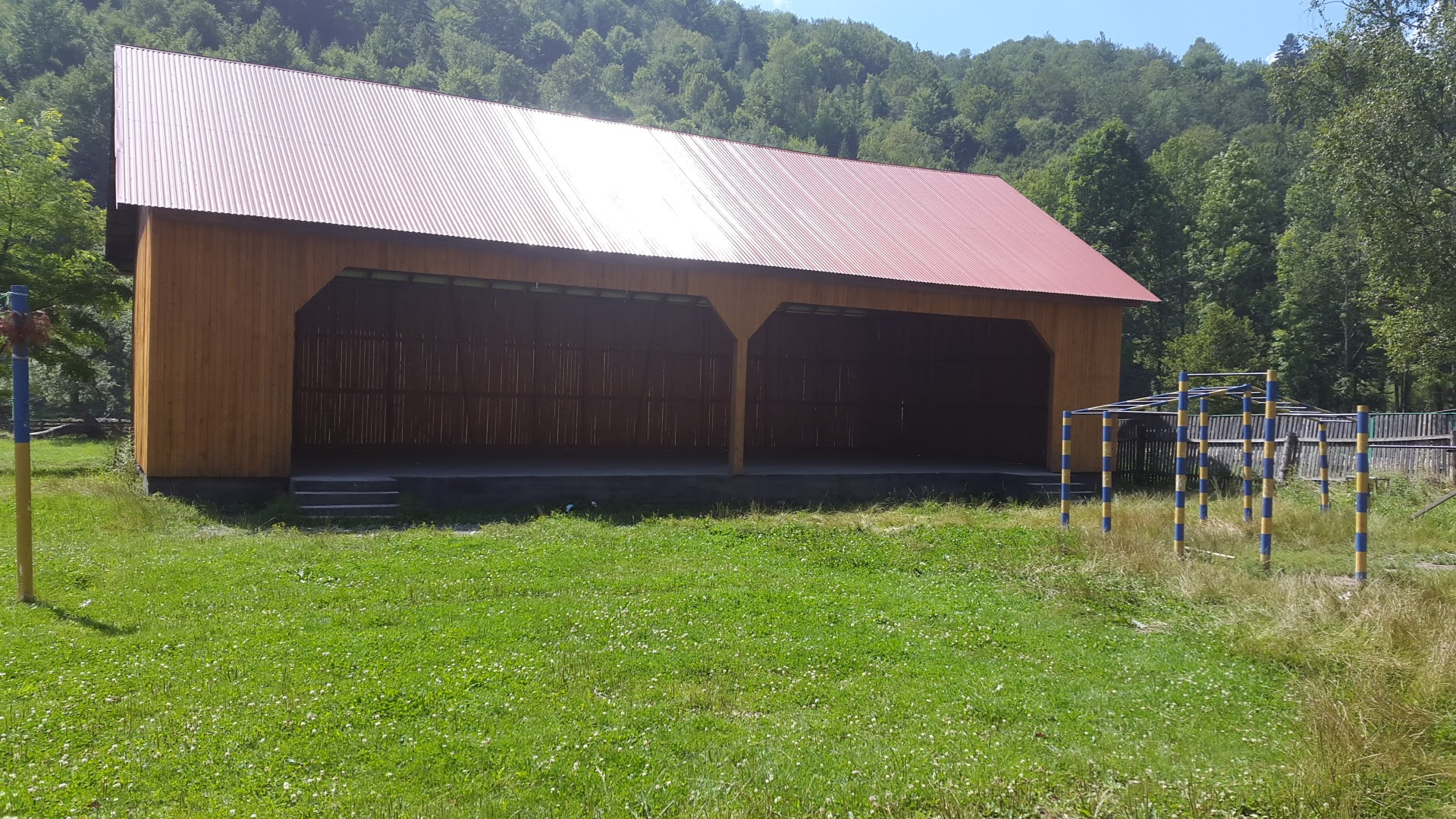
Подвір'я школи
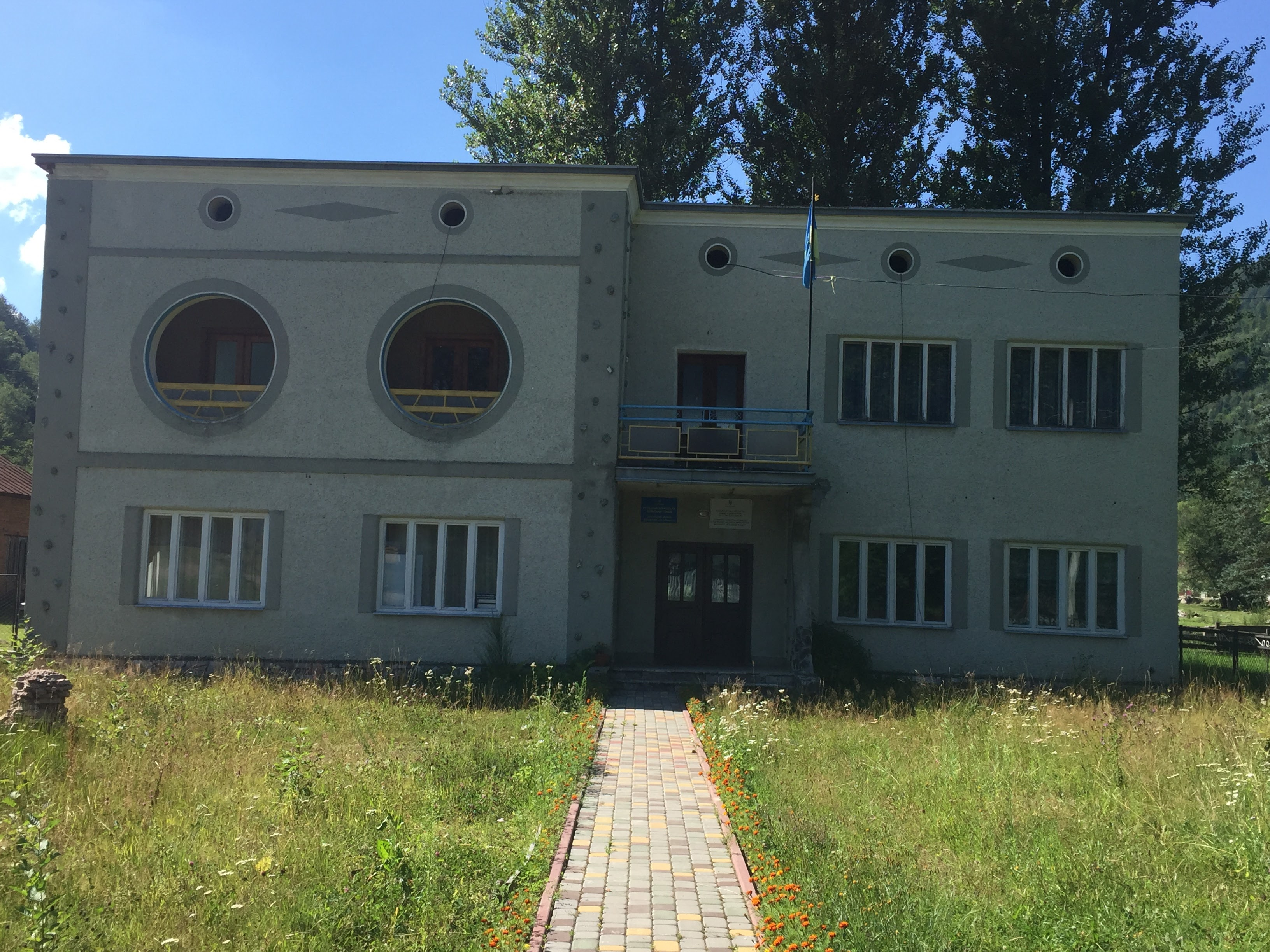
Сільська рада
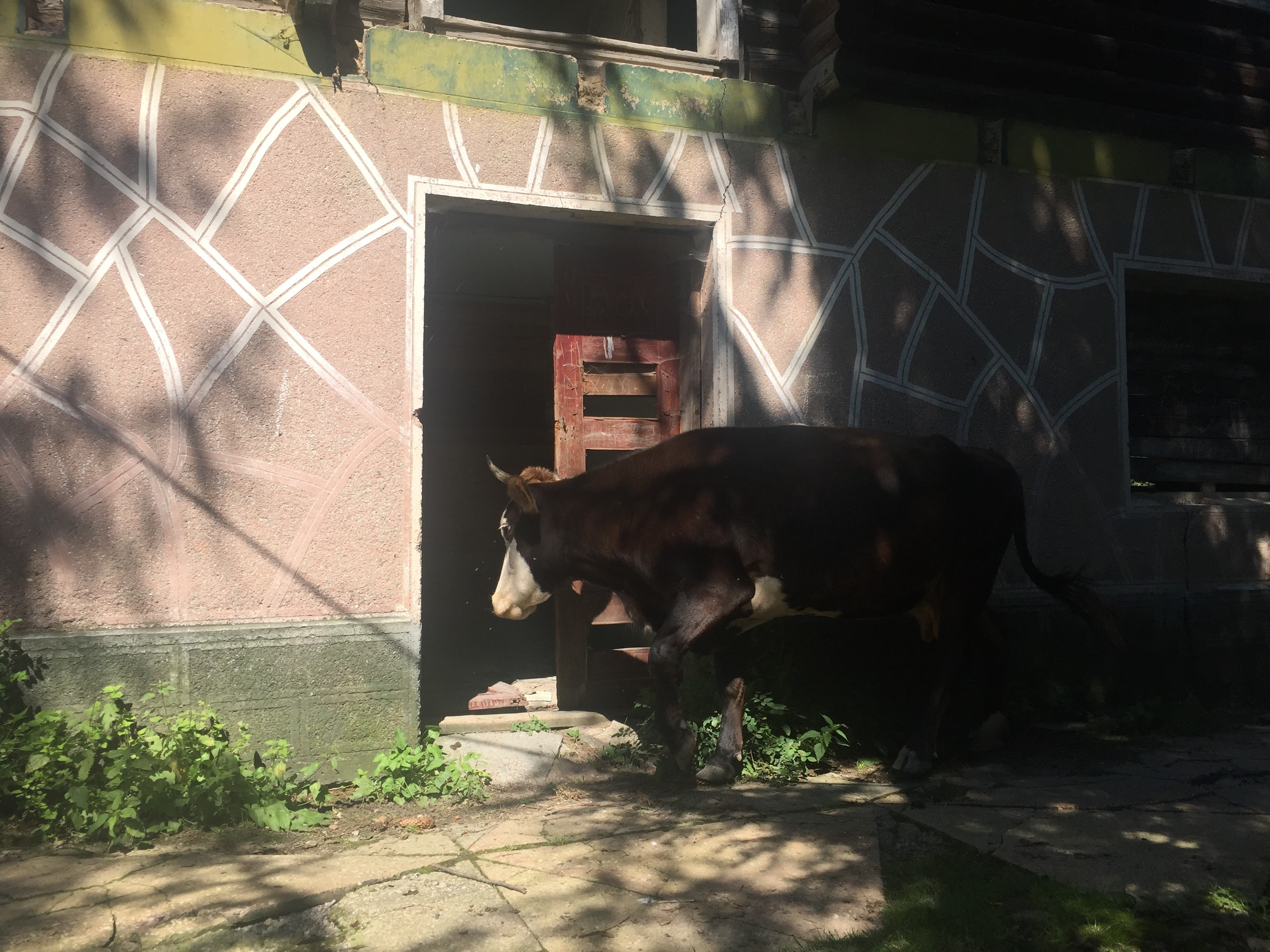
Корова шукає прохолоду. На території закинутої турбази
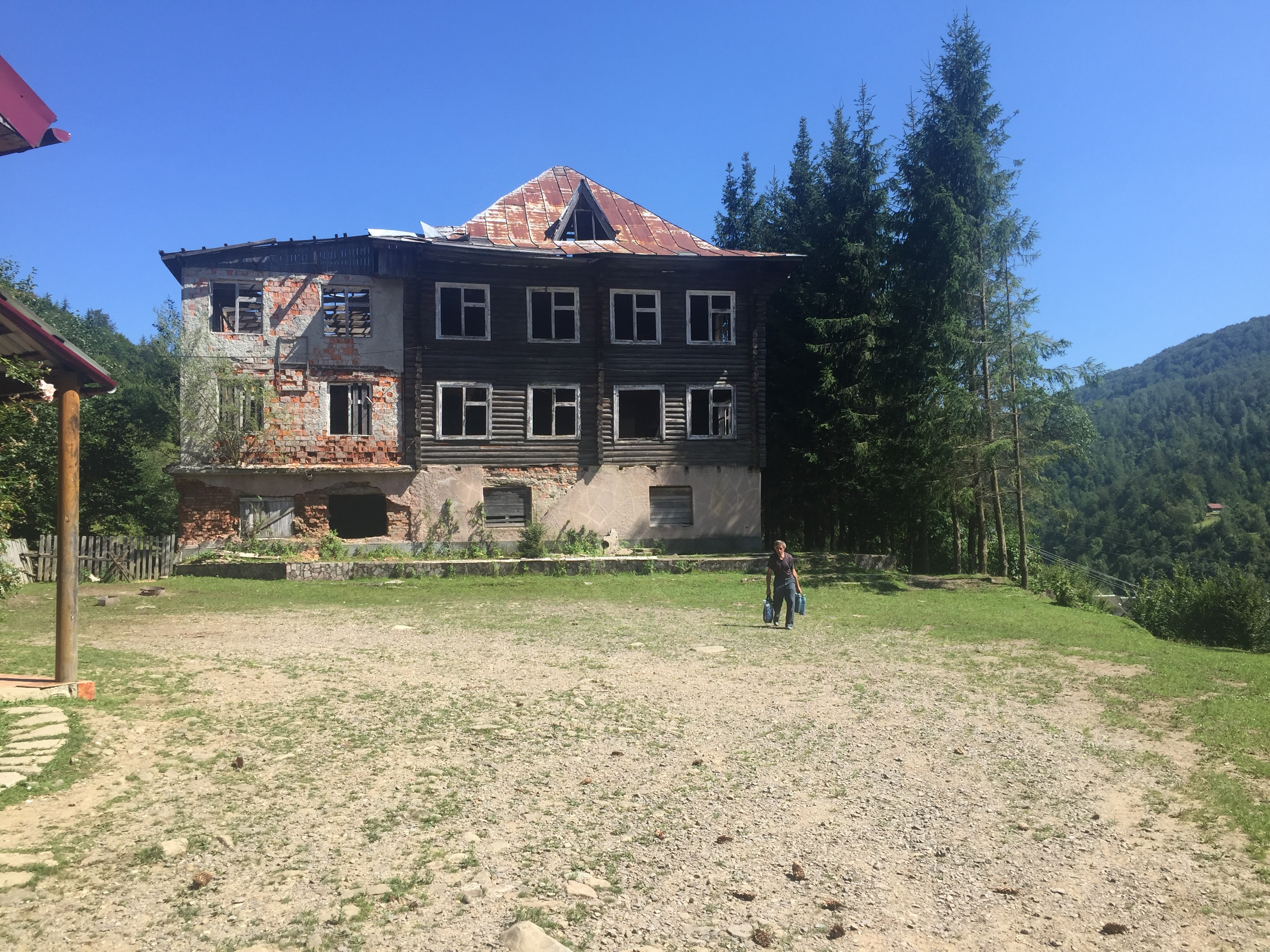
Закинута туристична база. Сусідній будинок
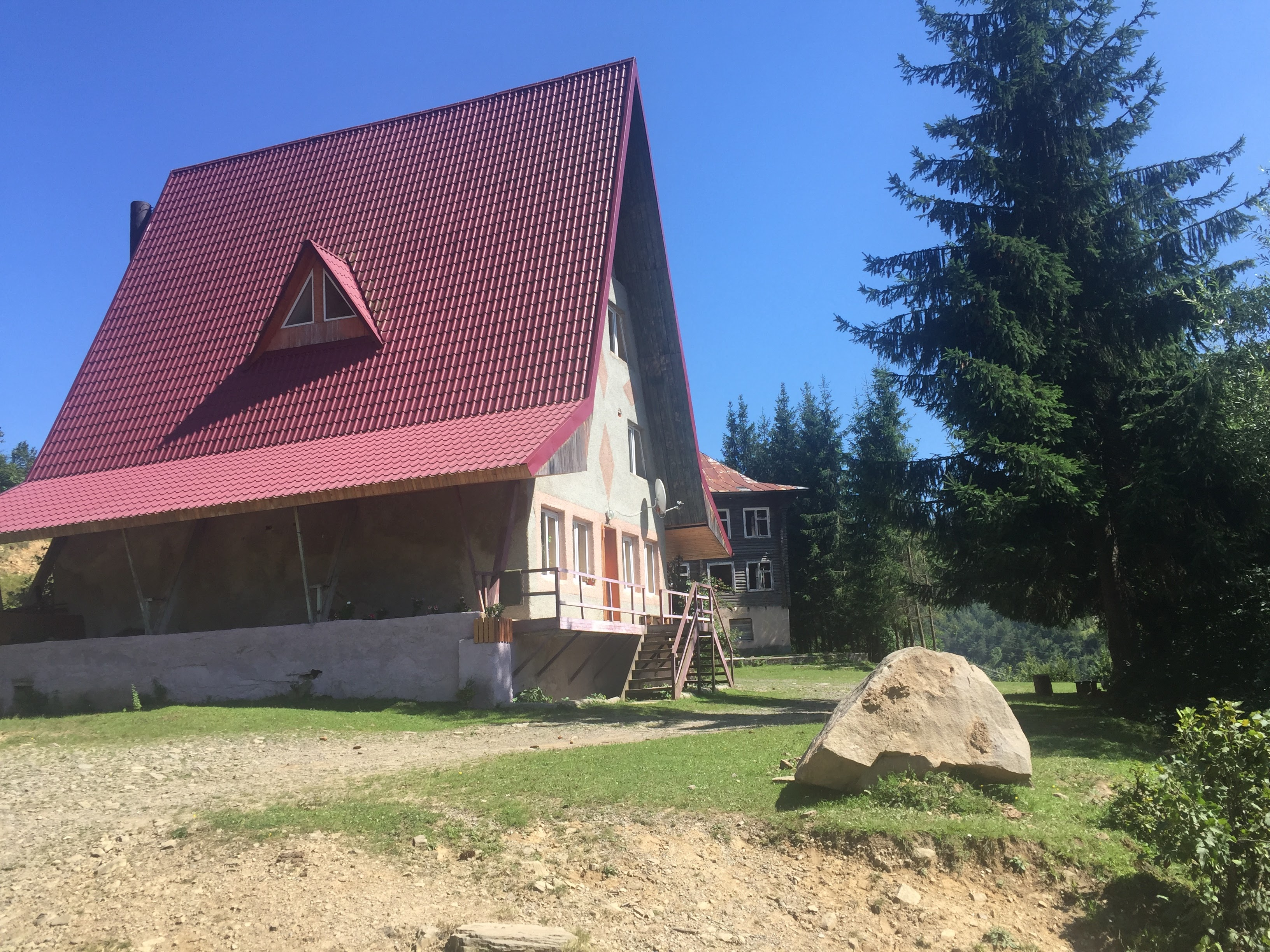
Закинута туристична база
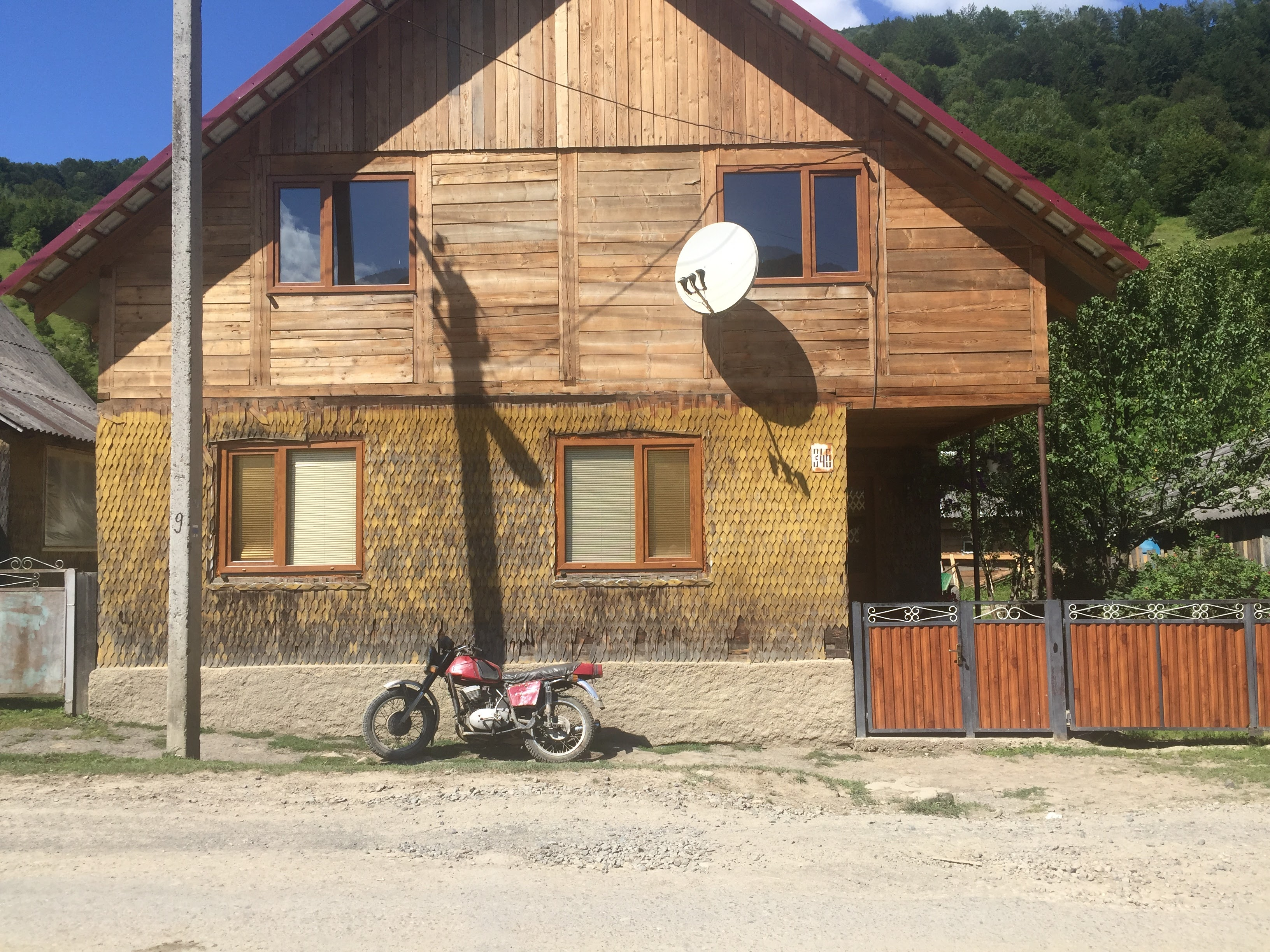
Типовий будинок в с. Німецька Мокра
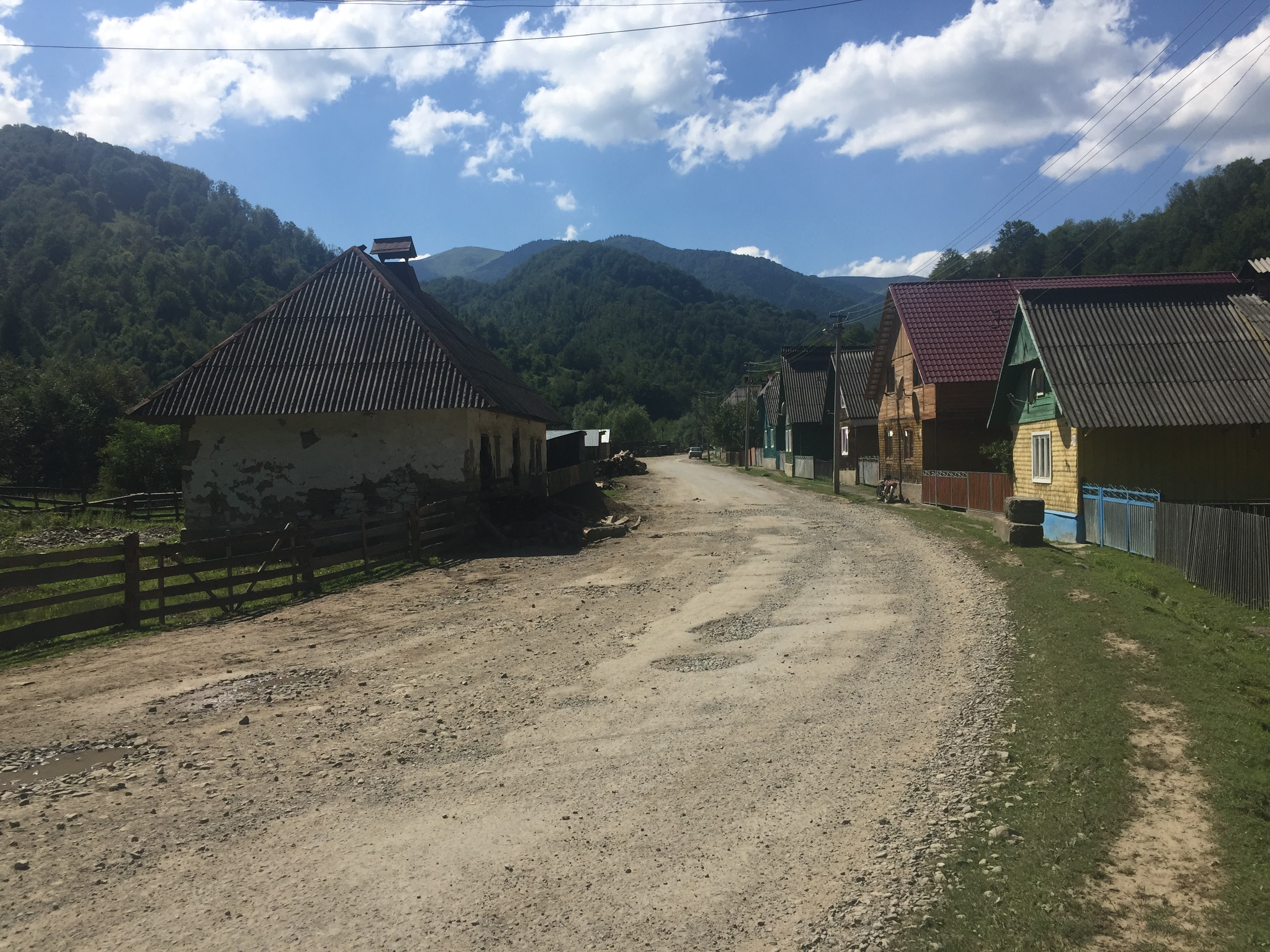
Посеред вулиці. Дорога на Колочаву
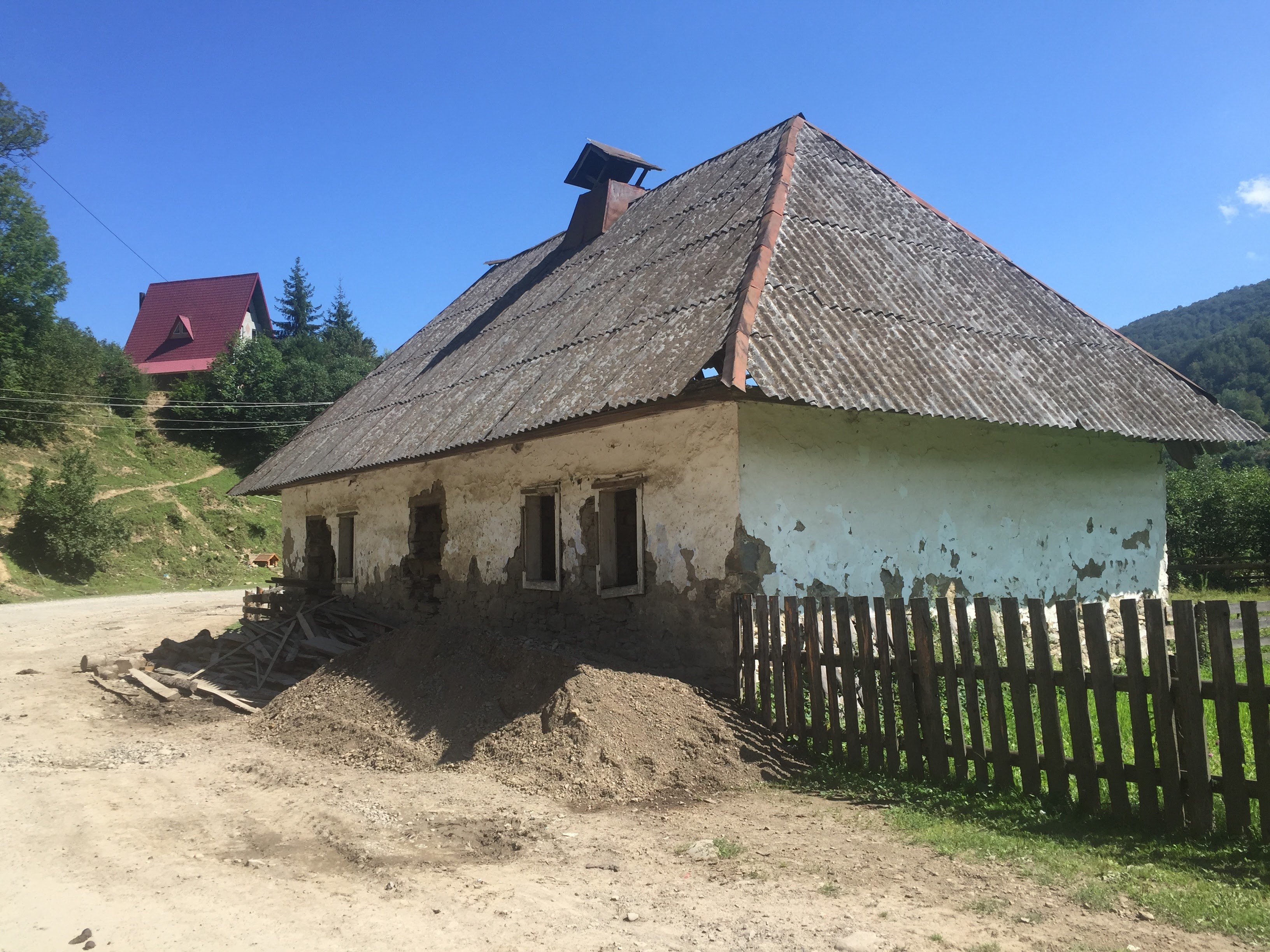
Закинутий старий будинок на в'їзді до села
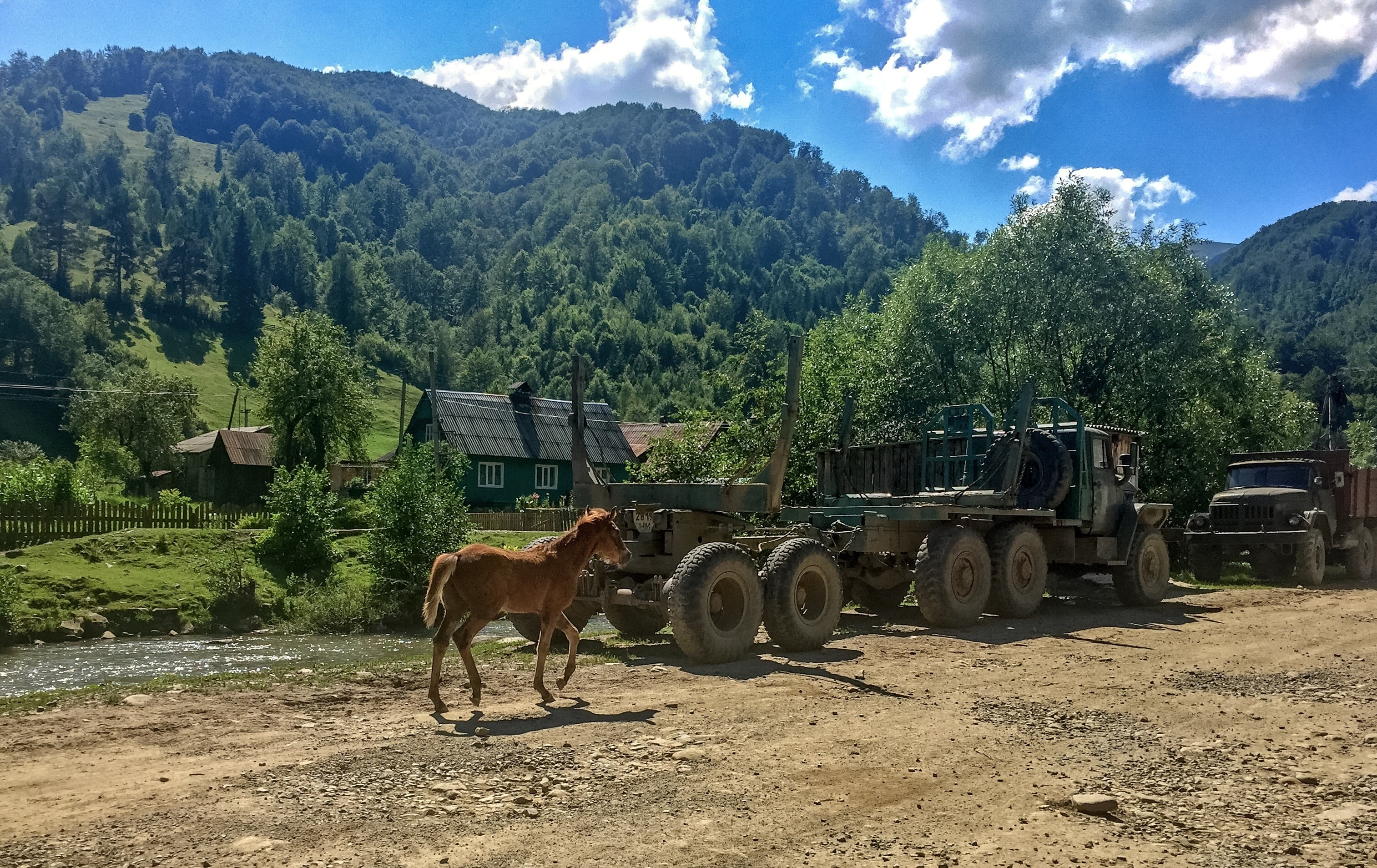
Типовий пейзаж сільської вулиці: коні і лісовози
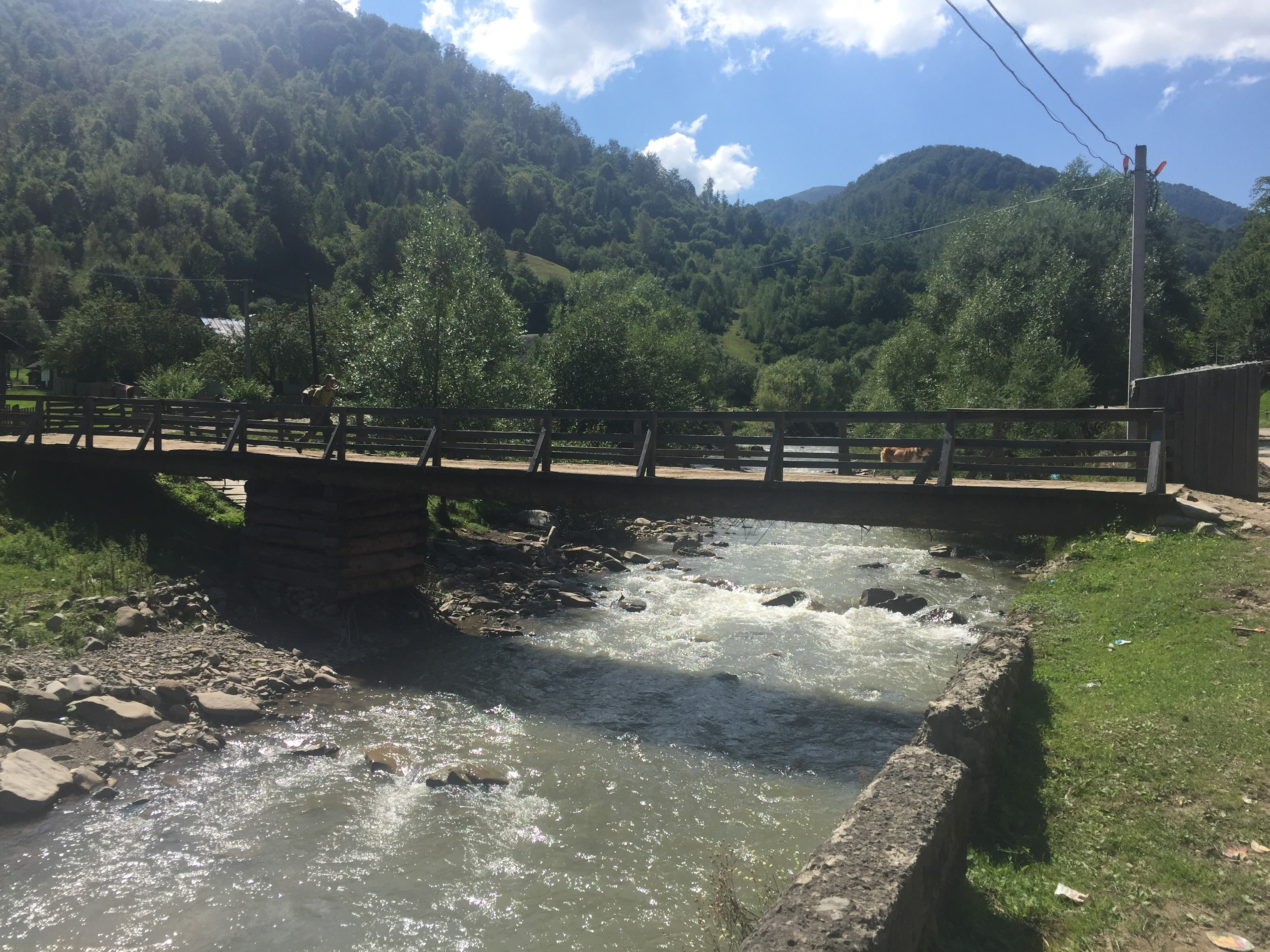
Міст через річку Мокрянку
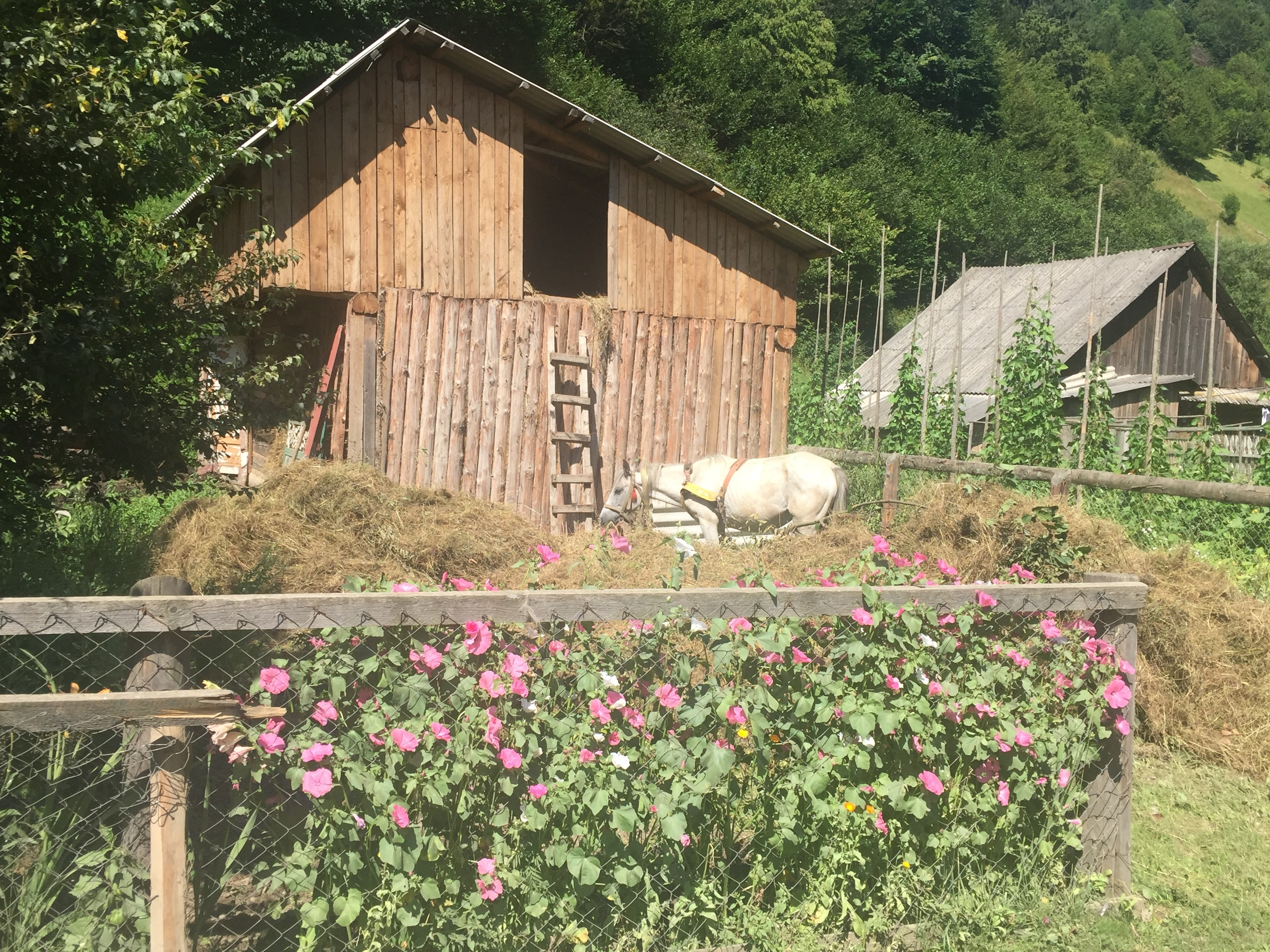
На ґанку одного з селянських угідь
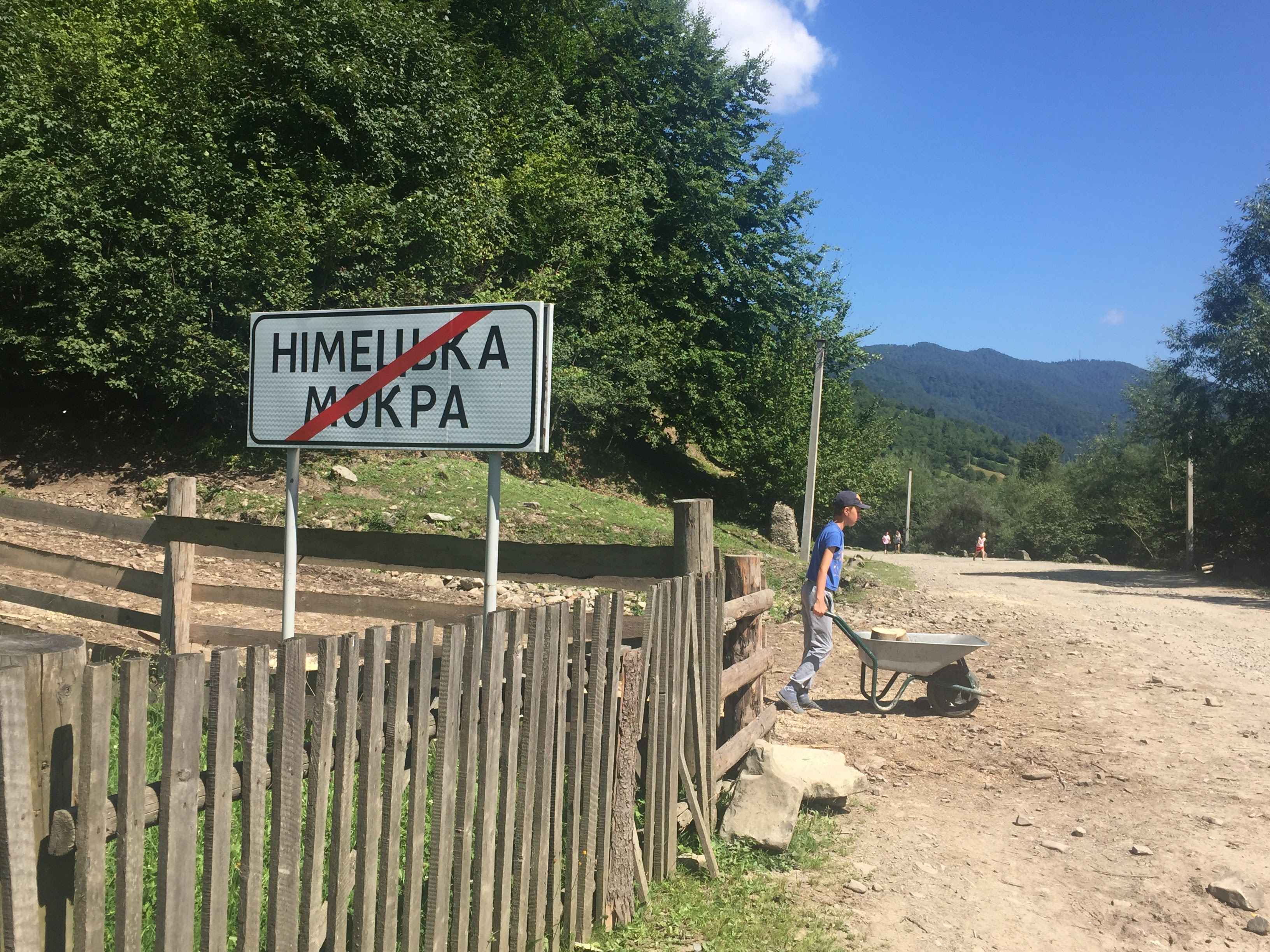
На виїзді з села
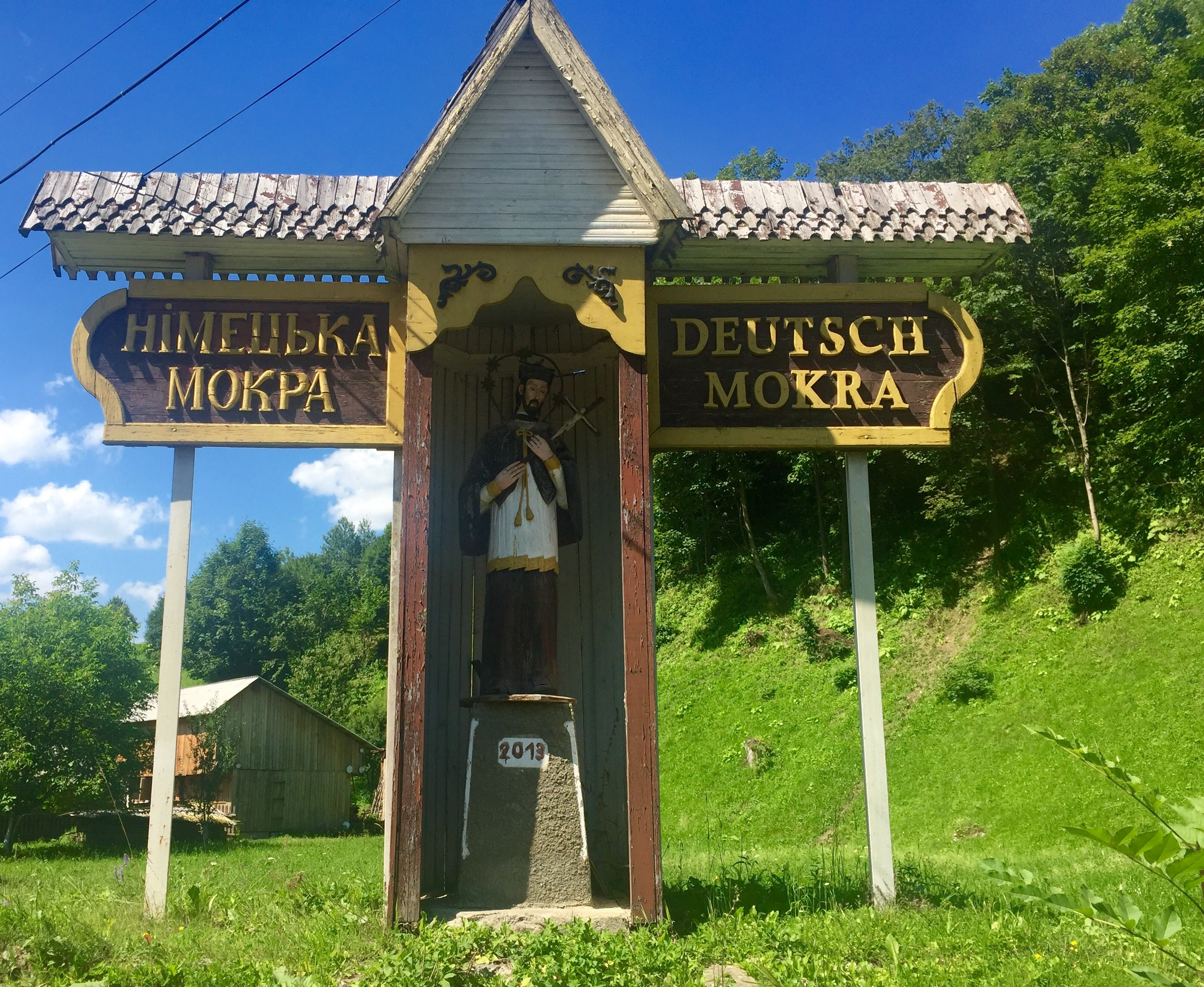
На в'їзді до села
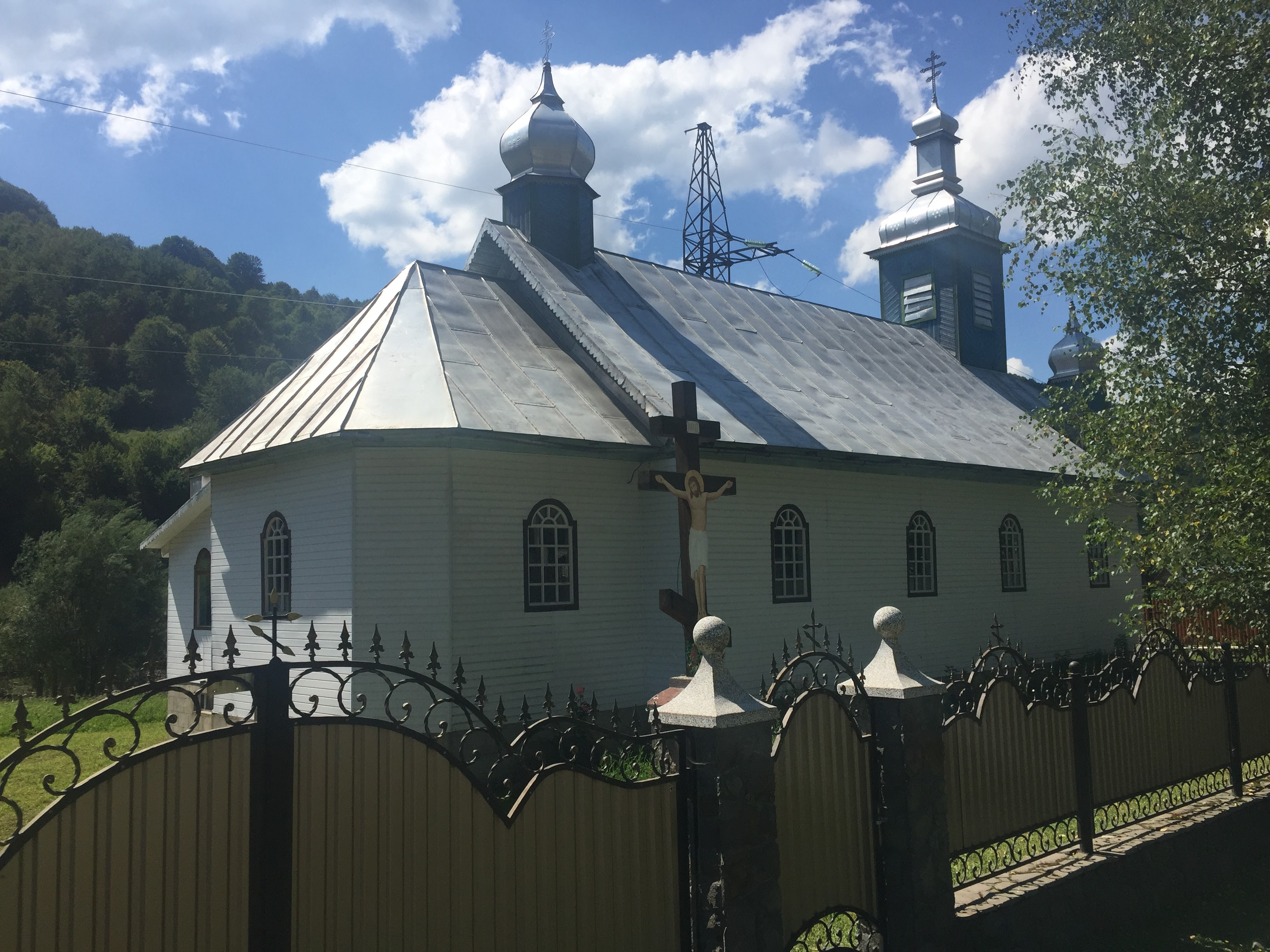
Православна церква в с. Німецька Мокра
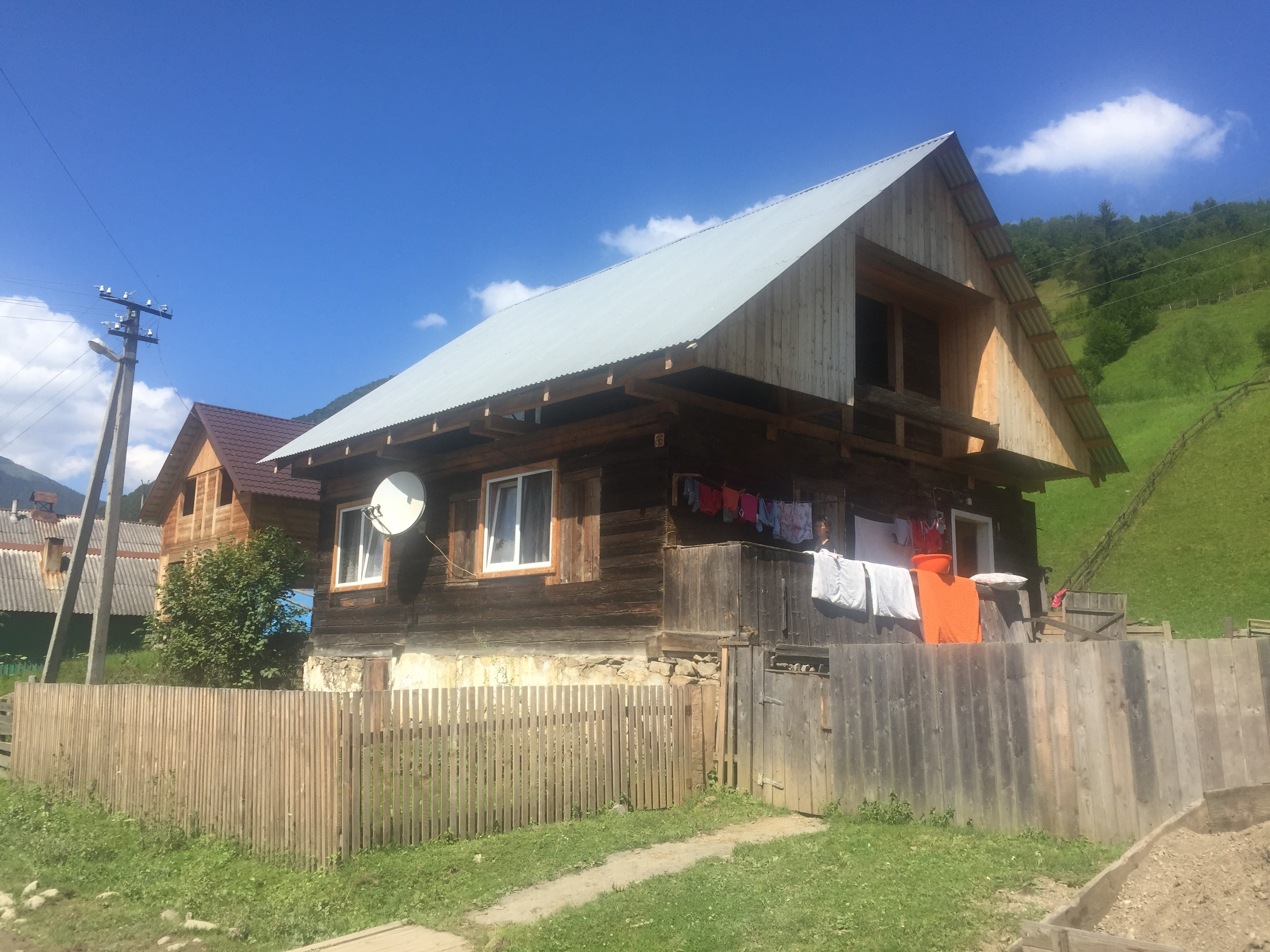
Типова архітектура в с. Німецька Мокра
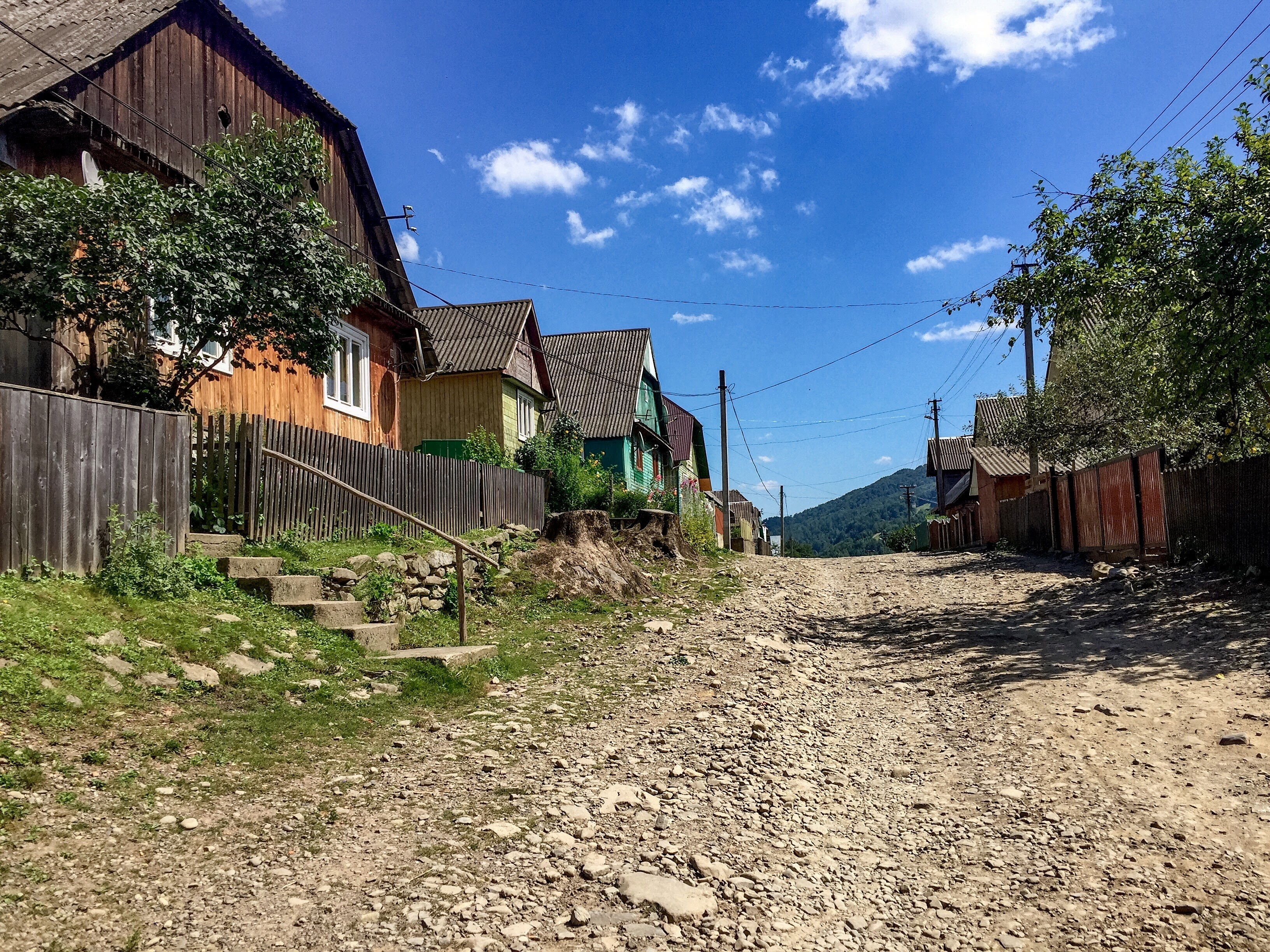
Затишна вулиця
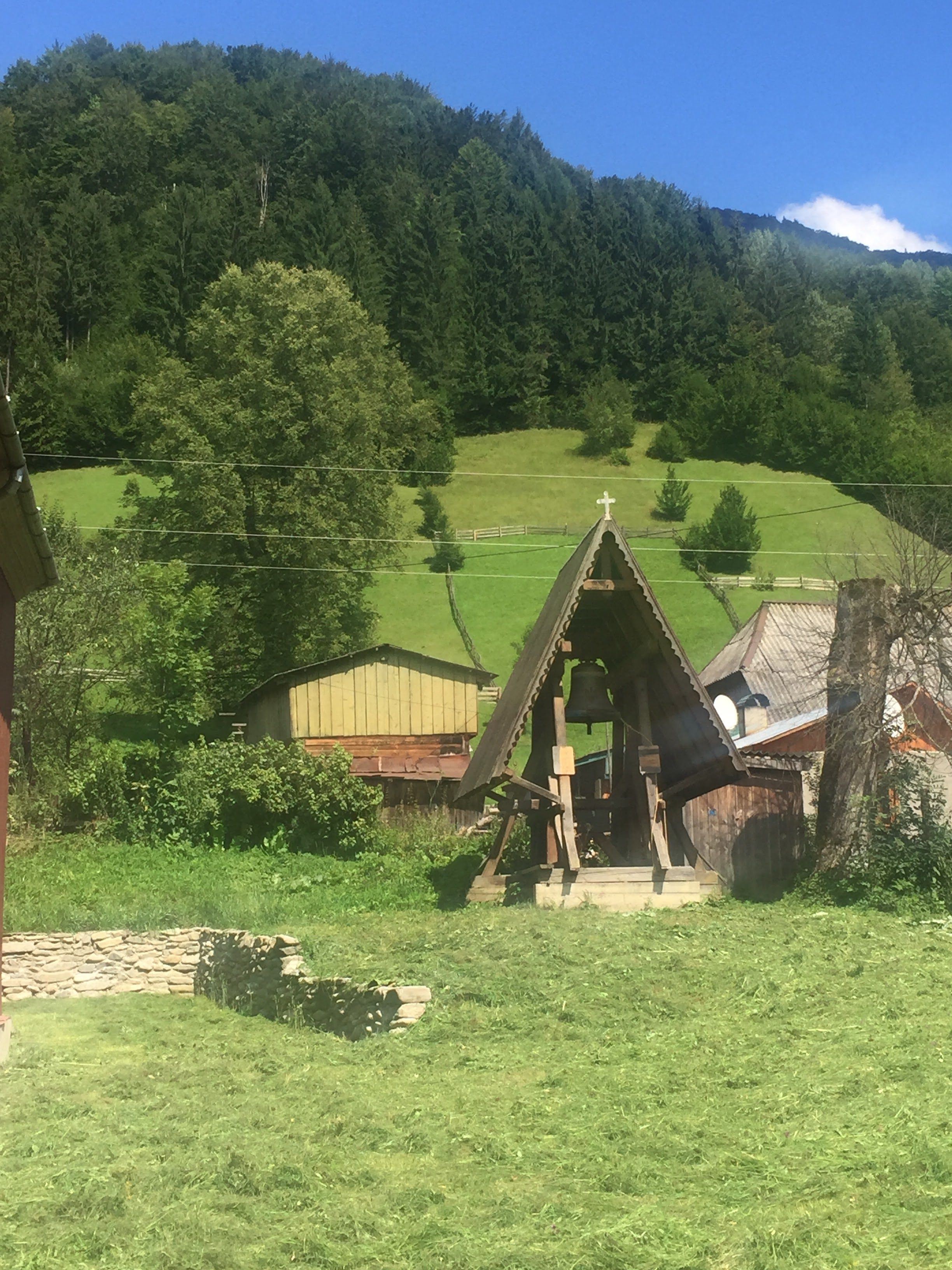
Дзвони церкви св. Івана Непомуцького
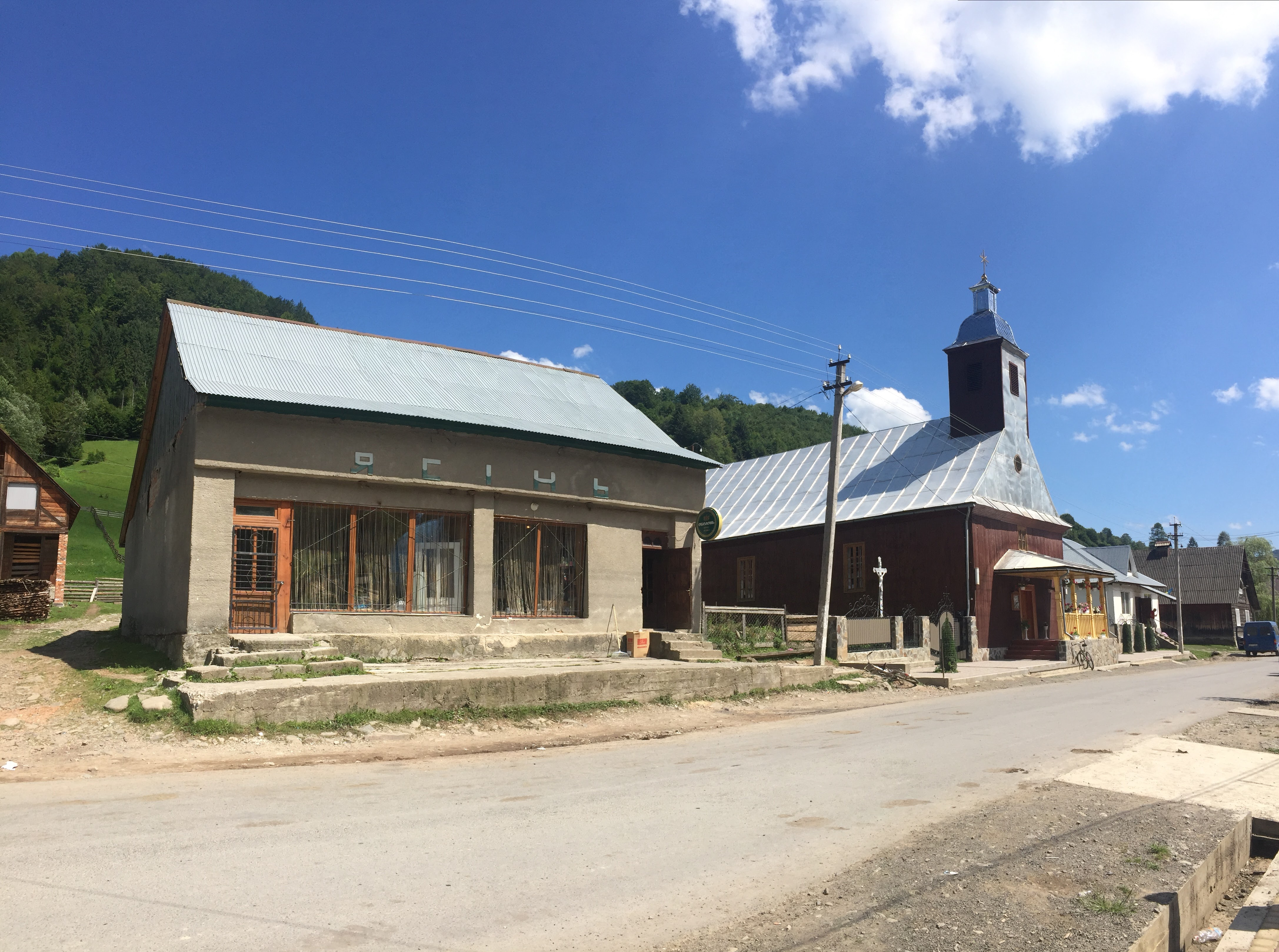
Церква св. Івана Непомуцького і магазин
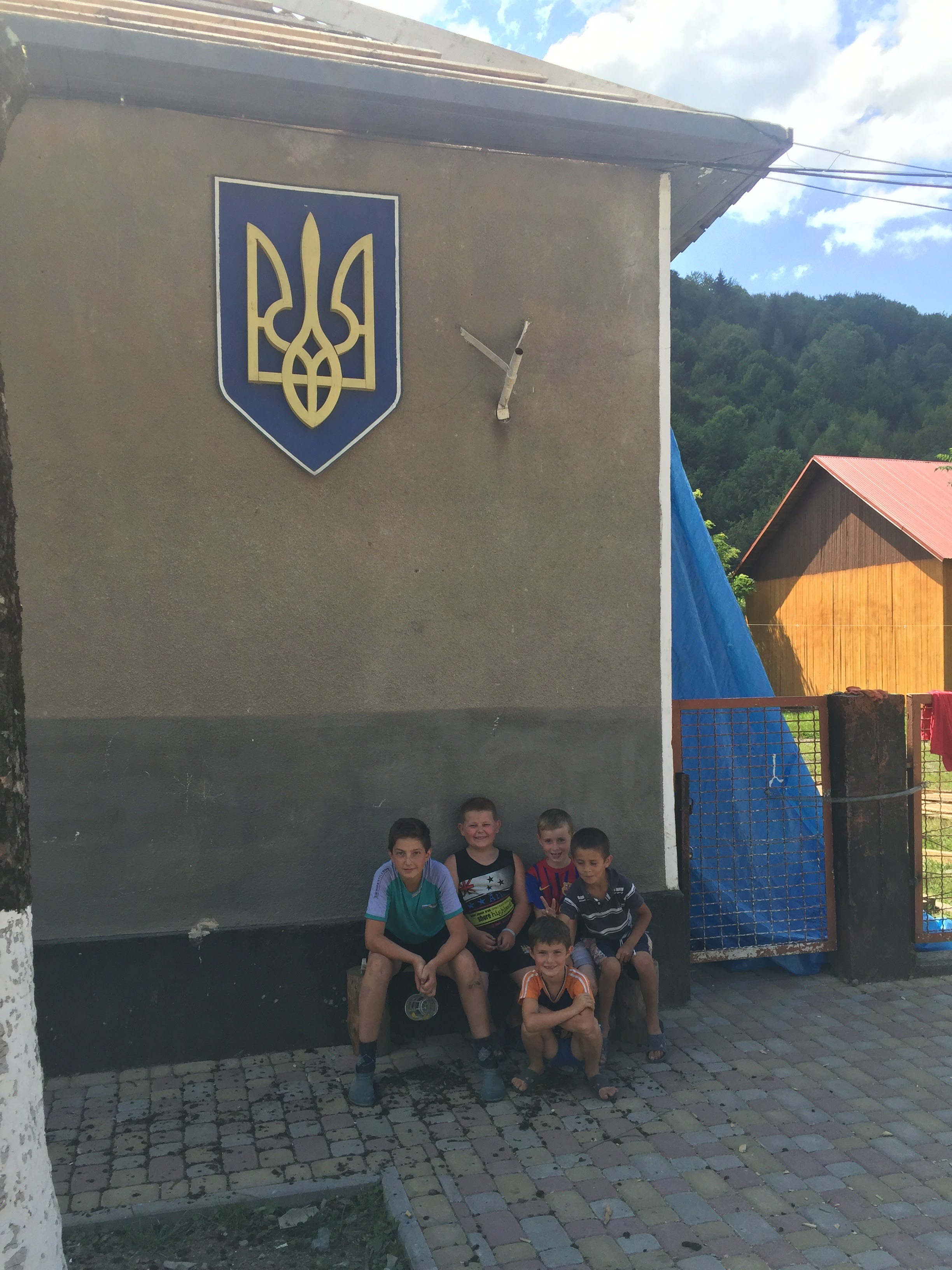
Діти біля школи в с. Німецька Мокра
- Полонина Торговиця з вікна авто
- Вівці, пастух та пес Ботар
- Полонина Торговиця близ Лопухова
- Полонина Торговиця. Пастух з вівцями